# Cerradomys scotti
Cerradomys scotti är en gnagare i familjen hamsterartade gnagare som förekommer i centrala Sydamerika. Den listades tidvis i släktet risråttor.

Utbredningsområdet sträcker sig från centrala Brasilien till östra Bolivia och östra Paraguay. Arten lever i landskapet Cerradon som är en mosaik av skogar och savanner. Marken är täckt av gräs ovanpå ett skikt av vissna löv. Cerradomys scotti besöker ibland odlingsmark.
Intensivt bruk av fält och betesmarker hotar delar av populationen. Hela populationen antas vara stor. IUCN listar arten som livskraftig (LC).